# Fosse subscapulaire
La fosse subscapulaire (ou fosse sous-scapulaire) est la dépression de la face antérieure de la scapula.

## Description
La fosse subscapulaire occupe la quasi-totalité de la face antérieure.
Elle est traversée par des crêtes obliques en haut et en dehors donnant insertion au muscle subscapulaire.